# Фри-Стейт
Фри-Стейт (англ. Free State «Свободное государство, Свободный штат», африк. Vrystaat, сесото Foreistata) — одна из провинций Южно-Африканской Республики. Территория полностью совпадает с территорией старой провинции Оранжевое Свободное государство, а новое название — распространённое сокращение старого. Провинция производит до 70 % южноафриканского зерна, кроме того, там расположены богатые месторождения золота и алмазов.
Административный центр провинции — город Блумфонтейн, являющийся также судебной столицей ЮАР.

## География
Площадь провинции составляет 129 825 км². Граничит с Лесото (на юго-востоке), а также с провинциями ЮАР: Квазулу-Натал (на востоке), Восточно-Капская (на юге), Северо-Капская (на западе), Северо-Западная (на севере), Гаутенг и Мпумаланга (на северо-востоке). Не имеет выхода к морю. Климат характеризуется как континентальный с тёплым или жарким летом и прохладной или холодной зимой. Почти все осадки выпадают в летние месяцы, их количество возрастает к востоку.
Наиболее крупные города провинции: Блумфонтейн, Бетлехем, Сасолбург, Крунстад, Велком.

## Население

Плотность населения в провинции:
<1 /км²
1–3 /км²
3–10 /км²
10–30 /км²
30–100 /км²
100–300 /км²
300–1000 /км²
1000–3000 /км²
>3000 /км²

Языки провинции:
Африкаанс
Английский
Коса
Зулу
Сото
Тсвана
Нет преобладающего языка

Население провинции по данным на 2007 год — 2 773 059 человек. Белые составляют на сегодняшний день лишь около 10 % населения Фри-Стейт, ранее их доля была значительно выше. Так, на 1880 год белые составляли здесь 45,7 %, а на 1904 год — 36,8 %. Доля чёрных — 87,1 %; цветные составляют 3 %; азиаты — 0,2 %.
Преобладающий родной язык населения большей части провинции — сесото (64,4 %). В районах на крайнем востоке провинции распространён зулу (5,1 %), а на крайнем северо-западе — тсвана (6,8 %). Африкаанс распространён на всей территории Фри-Стейт среди белого и цветного населения провинции (11,9 %). Английский является языком бизнеса, применяется в правительстве и образовании. Тем не менее, распространение английского как первого языка населения сравнительно мало.

## Административно-территориальное деление

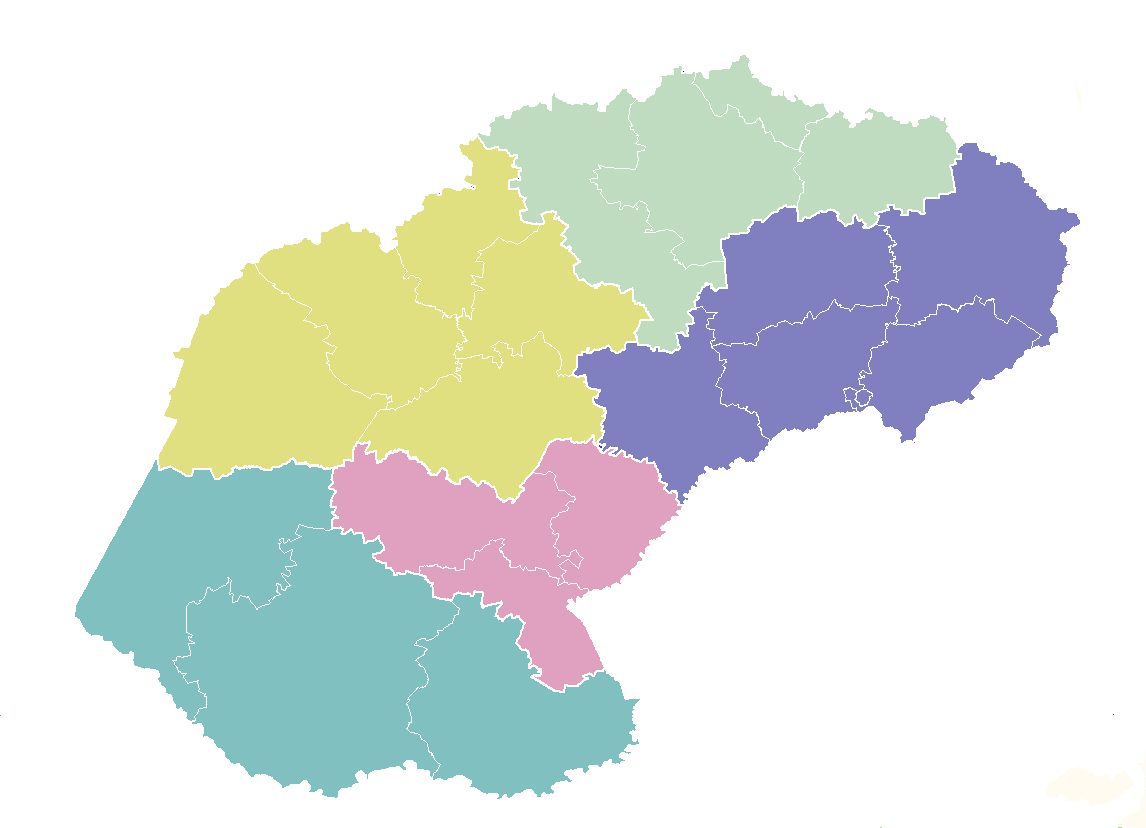
Районы провинции Фри-Стейт: Фезиле-Даби (зелёный), Тхабо-Мофуцаньяна (голубой), Мотхео (розовый), Цкхариеп (сине-зелёный), Леджвелепуцва (жёлтый).

Провинция разделена на 1 городской округ и пять районов:
- Городской округ
  - Мангаунг (Mangaung Metropolitan Municipality)
- Районы
  - Леджвелепуцва (Lejweleputswa District Municipality)
  - Тхабо-Мофуцаньяна (Thabo Mofutsanyana District Municipality)
  - Фезиле-Даби (Fezile Dabi District Municipality)
  - Цкхариеп (Xhariep District Municipality)
  - Мотхео (Motheo District Municipality) — до 2011 года

## Экономика
Фри-Стейт является житницей страны, таким образом, сельское хозяйство занимает центральное место в экономике провинции. Обрабатываемые земли занимают около 32 000 км², а пастбища ещё около 87 000 км². Основу сельского хозяйства составляют зерновые культуры, развито также животноводство. Около 90 % всей вишни страны выращивается в районе Фиксбург. Соя, сорго, подсолнечник и пшеница активно выращиваются на востоке Фри-Стейт. В провинции выращивается около 40 % картофеля ЮАР, который культивируется здесь на возвышенностях. Основной овощной культурой является спаржа. Развито также цветоводство.
Недра провинции богаты золотом и алмазами. Горнодобывающая провинция является крупнейшим работодателем региона. В провинции находятся 12 золотых приисков, на которых добывается до 30 % всего южноафриканского золота. В качестве побочного продукта золотоносных рудников распространена добыча серебра. Имеются залежи каменного угля.
Из промышленности провинции наиболее развиты химическая и нефтехимическая отрасли.

## Достопримечательности
- В Ледибранде, находящемся на самой границе с Лесото, расположена уникальная церковь, расположенная в пещере и созданная англиканским Обществом святого Августина в 1869 г. Сейчас при церкви живёт только один человек. Он хранит ключи от входа и следит за заросшими травой старыми могилами с покосившимися крестами.
- Гора Кваква, название которой в переводе с одного из койсанских языков означает «белее белого» и было дано ей за белизну песчаных гор. Ещё одна достопримечательность — Сентинел — огромный базальтовый столб к западу от горного Амфитеатра.
- Череп из местонахождения Флорисбад возрастом 259 тыс. лет является типовым для вида Homo helmei[5].

## Известные личности
В Блумфонтейне родился известный английский писатель Дж. Р. Р. Толкин, а также лидер гранж-группы Seether — Шон Морган Вельгемуд.